# Scheckiger Rindenspanner
Der Scheckige Rindenspanner (Fagivorina arenaria), auch Scheckiger Eichen-Rotbuchen-Rindenspanner oder Rotbuchen-Rindenflechtenspanner genannt, ist ein Schmetterling (Nachtfalter) aus der Familie der Spanner (Geometridae).

## Merkmale

### Falter
Mit einer Flügelspannweite von 22 bis 30 Millimetern zählen die Falter zu den kleineren Rindenspannerarten. Die weißlichen Vorderflügel zeigen eine sehr kontrastreiche schwärzliche Bestäubung. Besonders der Mittelschatten sowie die innere Querlinie sind stark verdunkelt. Einige Zeichnungselemente können auch rötliche oder bräunliche Farbtöne annehmen. Die Fransen sind schwarz und weiß gescheckt. Charakteristisch sind zwei oder drei dunkle Flecke am Innenrand der Hinterflügel. Deren Saum enthält einige halbmondförmige Zeichnungselemente. Außerdem sind eine undeutliche Mittellinie und ein schwach angedeuteter Mittelpunkt vorhanden. Die Fühler der Männchen sind beidseitig stark gekämmt, diejenigen der Weibchen sind fadenförmig.

### Ei, Raupe, Puppe
Das Ei ist zunächst einfarbig grün gefärbt und nimmt später zusätzlich eine rötliche Punktierung an. Es hat eine ovale Form und an der Oberfläche wabenähnliche, flache Vertiefungen.
Erwachsene Raupen sind von graubrauner oder rotbrauner Farbe. Am zweiten Segment sind schwach ausgebildete, seitliche Höcker, am fünften Segment schwarze Rückenhöcker zu erkennen. Auf dem Rücken sowie im vorderen und hinteren Bereich befinden sich helle Winkelzeichen.
Die rotbraune Puppe besitzt zwei divergierende Spitzen am lang gestreckten Kremaster.

### Ähnliche Arten
Aufgrund der sehr markanten Zeichnung sind die Falter unverwechselbar.

## Geographische Verbreitung und Vorkommen
Das Verbreitungsgebiet des Scheckigen Rindenspanner erstreckt sich durch weite Teile Mitteleuropas bis in die Balkanländer und die Ukraine. Im Süden kommt er bis Sizilien vor, im Norden bis Schweden und Norwegen. In den Alpen steigt er bis auf  eine Höhe von 1500 Metern. Die Art bewohnt bevorzugt Buchenwälder oder Mischwälder.

## Lebensweise
Die Falter sind nachtaktiv und fliegen künstliche Lichtquellen, zuweilen auch  Köder an. Hauptflugzeit sind die Monate Mai bis Juli. Die Raupen leben von Juli bis September in erster Linie an Rotbuche (Fagus sylvatica), gelegentlich auch an Eichen (Quercus) oder anderen Laubbäumen. Die Puppen überwintern.

## Gefährdung
Die Art kommt in den deutschen Bundesländern in unterschiedlicher Anzahl vor, ist meist sehr selten, gilt gebietsweise als verschollen und wird deshalb auf der Roten Liste gefährdeter Arten in Kategorie 1 (vom Aussterben bedroht) eingestuft.